# Cavalier professionnel
Pour les articles homonymes, voir Cavalier.
« Jockey » redirige ici. Pour les autres significations, voir Jockey (homonymie).
 (août 2022).
Si vous disposez d'ouvrages ou d'articles de référence ou si vous connaissez des sites web de qualité traitant du thème abordé ici, merci de compléter l'article en donnant les références utiles à sa vérifiabilité et en les liant à la section « Notes et références ».
Cavalier professionnel est un métier équestre.

## Métiers

### Généralités
Il existe plusieurs variantes dans le métier de cavalier professionnel :
- cavalier des sports équestres : il existe des cavaliers professionnels dans les trois disciplines olympiques que sont le saut d'obstacles, le dressage et le concours complet d'équitation ;
- cavalier des sports hippiques : jockey pour les courses de galop et de trot monté, et driver pour les courses de trot attelé ;
- cavalier des spectacles équestres.

Certaines professions s'exercent à cheval mais le caractère équestre est considéré comme secondaire : policier, garde républicaine ou garde à cheval, etc. Ils ne sont pas considérés comme cavalier professionnel. Il en est de même pour les moniteurs et instructeurs d'équitation qui exercent avant tout un métier d'éducateur sportif ainsi que pour les professionnels du tourisme équestre.

### Cavalier de sport équestre

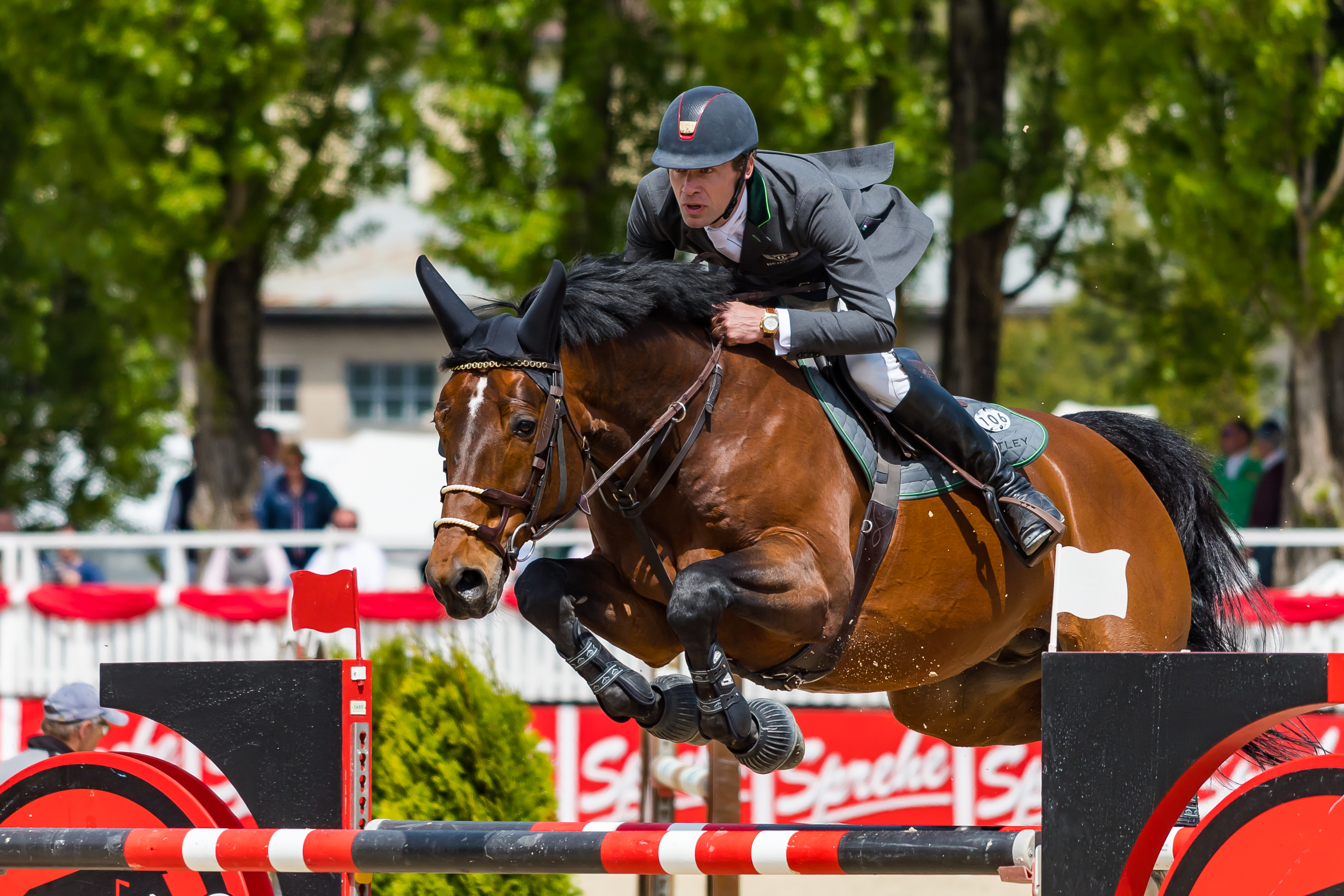
Thomas Velin, cavalier professionnel, en compétition. Mai 2017.

En saut d'obstacles, dressage et concours complet, un cavalier peut débuter comme :
- cavalier pour un élevage : son rôle est d'éduquer les jeunes chevaux et de les valoriser en concours ;
- cavalier pour un autre cavalier professionnel de plus haut niveau : son rôle peut être de préparer les chevaux restant à l'écurie lorsque son employeur est en concours. Certains cavaliers professionnels, lorsqu'ils ont un piquet de chevaux important et de qualité, peuvent demander à un employé cavalier suffisamment adroit de monter ses chevaux en concours ;
- cavalier pour un marchand de chevaux : son rôle est de plusieurs nature selon l'emploi et les chevaux en transit chez le marchand. Il peut lui être demandé de rééduquer un cheval, d'en valoriser un autre en concours, d'en monter un autre encore devant des clients, etc.

Lorsque le cavalier atteint un niveau équestre et une renommée suffisante pour attirer les propriétaires de bons chevaux, il peut s'installer à son compte. Afin de s'assurer une rémunération plus régulière et moins dépendante de la qualité des chevaux dans l'écurie et des résultats en concours, les cavaliers indépendants se diversifient en général dans la formation de cavaliers, l'élevage de chevaux, la gestion d'écurie de propriétaires, la vente de chevaux.
En France, un cavalier professionnel de sport équestre peut être employé à l'école nationale d'équitation. Son rôle est de former un piquet de chevaux pour les concours, former des chevaux d'instruction, former des cavaliers et des instructeurs, faire de la recherche dans l'art équestre de sa spécialité.

### Jockey
Le jockey est un cavalier qui monte les chevaux de course. Il débute comme apprenti au sein d'une écurie chez un entraîneur précis. S'il atteint une renommée suffisante grâce à ses succès, il pourra travailler pour plusieurs entraîneurs et propriétaires. Un jockey de renom peut être appelé spécifiquement pour monter un cheval dans une course donnée.
Les jockeys ont la plupart du temps, une spécificité en course de plat, mais certains peuvent faire carrière dans plusieurs disciplines du sport hippique.
Les disciplines sont le plat, l'obstacle et le trot monté. Le métier de jockey est très dur, seuls 5 % des lads sont pris. 
En France, pour être jockey il faut être titulaire d'une licence de course et de son CAPA lad-jockey. On peut l'obtenir dans une école AFASEC (Association pour la formation et l'action sociale dans les écuries de courses) ou MFR.
Le physique est une qualité nécessaire pour être un bon jockey. La prise de poids n'est pas conseillée . Ceci explique un début de féminisation du métier. Les petits gabarits sont un réel atout mais encore peu présents. Darie Boutboul est la première femme jockey française à gagner un tiercé, en avril 1984.

### Driver
Le driver mène les chevaux de course de trot attelé. Il s'agit d'une profession qui s'exerce rarement seule mais souvent en doublon avec la profession d'entraîneur. 

### Cavalier de spectacles
Le cavalier de spectacle gagne sa vie en produisant ses chevaux en public (Par exemple Frédéric Pignon, Jean-François Pignon, Lorenzo, Les Hasta Luego, Bartabas ). Sont aussi assimilés à cette discipline les cavaliers de cirque comme Alexis Grüss et les cascadeurs comme Mario Luraschi.

## Formation
Chaque filière possède ses filières de formation. En spectacle équestre, la plus connue est l'Académie du Spectacle Équestre de Bartabas à Versailles.
Beaucoup de jockeys sont formés à l'Association de formation et d'action sociale des écuries de courses (AFASEC), d'où est sorti Christophe Soumillon, huit fois lauréat de la cravache d'or.

## Place des femmes dans la profession
Elaura Cieslik, Mickaëlle Michel et Marie Vélon sont nommées révélations féminines de l'année 2018.